# Dryopsophus daviesae
Espèce
Synonymes
- Litoria daviesae Mahony, Knowles, Foster & Donnellan, 2001

Statut de conservation UICN

 VU B1ab(iii) : Vulnérable
Dryopsophus daviesae est une espèce d'amphibiens de la famille des Pelodryadidae.

## Répartition
Cette espèce est endémique de Nouvelle-Galles du Sud en Australie. Elle se rencontre entre les fleuves Hunter et Hastings au-dessus de 400 m d'altitude dans la cordillère australienne.

## Description
Les mâles mesurent de 38,7 à 53 mm et les femelles de 59 à 63,4 mm, le mâle holotype mesure 44,3 mm.

## Étymologie
Cette espèce est nommée en l'honneur de Margaret M. Davies.

## Publication originale
- Mahony, Knowles, Foster & Donnellan, 2001 : Systematics of the Litoria citropa (Anura: Hylidae) Complex in Northern New South Wales and Southern Queensland, Australia, With the Description of a New Species. Records of the Australian Museum, vol. 53, p. 37–48 (texte intégral).